# Mihailo Petrović

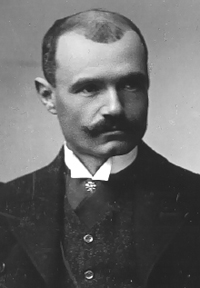
Mihailo Petrović

Mihailo Petrović, serbisch Михаило Петровић (* 24. Apriljul. / 6. Mai 1868greg. in Belgrad; † 8. Juni 1943 ebenda), war ein serbischer Mathematiker und Philosoph, der sich insbesondere mit Analysis beschäftigte.
Petrovic, dessen Vater Professor für Theologie war, studierte nach dem Abitur 1885 zunächst an der naturwissenschaftlich-mathematischen Sektion der Fakultät für Philosophie in Belgrad und ab 1889 in Paris, wo er sich auf die Aufnahmeprüfungen an die École normale supérieure vorbereitete und dort und an der Sorbonne Mathematik studierte. 1891 machte er einen Mathematik-Abschluss an der Sorbonne und 1894 wurde er dort bei Charles Hermite promoviert (Sur les zéros et les infinis des integrales des equations differentiels algebriques). Er war ab 1894 Professor für Mathematik an der Höheren Schule in Belgrad, der späteren (ab 1905) Universität Belgrad, wo er eine Mathematikerschule gründete. Einer seiner Schüler war Jovan Karamata. Während des Balkankriegs 1912/13, im Ersten und Zweiten Weltkrieg diente er als Offizier und er entwarf kryptographische Verfahren für die jugoslawische Armee.
Petrovic veröffentlichte über Differentialgleichungen, reelle und komplexe Analysis, Algebra sowie über Physik, Chemie und Astronomie. Er baute auch wissenschaftliche Instrumente wie einen Integrator zur Lösung von Differentialgleichungen, für den er auf der Weltausstellung in Paris 1900 und in London 1907 Preise erhielt. Er schrieb auch Reisebücher über seine Seereisen.
Seine gesammelten Werke erschienen in 15 Bänden.
1897 wurde er assoziiertes und 1899 Vollmitglied der Königlich Serbischen Akademie der Wissenschaften. Außerdem war er Mitglied der Akademien in Prag, Krakau, Warschau und Bukarest. 1939 wurde er Ehrendoktor der Universität Belgrad und erhielt den Orden des Heiligen Sava.
Er spielte Violine und war sehr an Fischerei interessiert – er absolvierte eine Lehre in Fischerei und legte die Meisterprüfung ab. Sein Spitzname war Alas (Flussfischer). Außerdem war er offizieller Vertreter in Fischerei-Verhandlungen mit Nachbarländern.
Das Haus Dom Mike Alasa, in dem Petrović mit seiner Schwester und deren Ehemann lebte und wo er 1943 starb, befindet sich im Belgrader Viertel Kosančićev Venac und steht unter Denkmalschutz.